# Герешдлак
Герешдлак (мађ. Geresdlak) је село у Мађарској, у јужном делу државе. Село управо припада Мохачком срезу Барањске жупаније, са седиштем у Печују.

## Природне одлике
Насеље Герешдлак налази у јужном делу Мађарске. Најближи већи град је Мохач.
Историјски гледано, село припада мађарском делу Барање. Подручје око насеља је бреговито, приближне надморске висине око 190 м. Оно северозападно прелази у планину Мечек, док се југоисточно спушта до Дунава.

## Становништво
Према подацима из 2013. године Герешдлак је имао 809 становника. Последњих година број становника опада.
Претежно становништво у насељу чине Мађари римокатоличке вероисповести, a мањина су Немци (око 30%).

### Попис1910.
| Герешдлак                                              | Герешдлак |
| ------------------------------------------------------ | --- |
| језик                                                  | вера |
| укупно: 804 Немачки 669 (83,20%) Мађарски 135 (16,79%) | <div style="border:solid transparent;position:absolute;width:100px;line-height:0; укупно: 804 Римокатолици 804 (100%) - (-%) |